# Mausohrkolonien im Ost- und Unterallgäu
Mausohrkolonien im Ost- und Unterallgäu este o arie protejată (arie specială de conservare — SAC, sit de importanță comunitară — SCI) din Germania întinsă pe o suprafață de 0,06 ha, integral pe uscat.

## Localizare
Centrul sitului Mausohrkolonien im Ost- und Unterallgäu este situat la coordonatele 48°17′54″N 10°23′40″E / 48.2983°N 10.3944°E.

## Înființare
Situl Mausohrkolonien im Ost- und Unterallgäu a fost declarat sit de importanță comunitară în martie 2001 pentru a proteja 1 specie de animale. Situl a fost protejat și ca arie specială de conservare în aprilie 2016.

## Biodiversitate
Situată în ecoregiunea continentală, aria protejată nu include niciun habitat protejat.
La baza desemnării sitului se află o specie protejată de  mamifere: liliac comun (Myotis myotis).